# Руска-Бела
Руска-Бела (болг. Руска Бела) — село в Болгарии. Находится во Врачанской области, входит в общину Мездра. Население составляет 365 человек по состоянию на июнь 2022 года.

## Политическая ситуация
В местном кметстве Руска-Бела, в состав которого входит Руска-Бела, должность кмета (старосты) исполняет Цветомир Митов Цветков (независимый) по результатам выборов правления кметства.
Кмет (мэр) общины Мездра — Иван Аспарухов Цанов (независимый) по результатам выборов в правление общины.

## Известные уроженцы
- Босев, Асен (1913—1997) — болгарский прозаик и поэт, журналист, переводчик. Автор многих книг для детей и юношества. Заслуженный деятель культуры НРБ (1965), Народный деятель культуры Болгарии (1972). Лауреат Димитровской премии (1950).